# Lean Back
„Lean Back” este un single din 2004 de pe albumul True Story al trupei Terror Squad. îi are ca invitați pe Fat Joe și Remy Martin, și a fost produs de Scott Storch. Fat Joe are versurile unu si trei iar Remy se ocupă de versul doi. Acest cântec a stat in vârful topurilor de R&B mai bine de o lună.
„Lean Back” a fost unul dintre cele mai de succes single-uri ale verii anului 2004.
Există și o versiune remixată a cântecului fiind un featuring cu Lil Jon, Eminem, & Mase această versiune fiind disponibilă pe albumul lui Fat Joe din 2005 All or Nothing si pe albumul lui Lil Jon Crunk Juice. Oricum mai există încă două variante de remix. Una conține mai multe versuri cu Remy Ma iar pe cealaltă variantă Lil Jon poate fii auzit pe toată durata cântecului.
Cântecul a fost utilizat și ca soundtrack al jocului Need for Speed: Underground 2.

## Nominalizări și premii
- Cântecul a fost nominalizat la premiile Grammy la categoria Cea mai bună performanță in muzica rap executată de un duo sau group.
- A caștigat premiul oferit de revista The Source Hip-Hop Music Awards 2004 la categoria Single-ul anului.
- A caștigat premiul oferit de revista The Source Hip-Hop Music Awards 2004 la categoria cea mai bună colaborare feminină.

## Poziții în topuri
| Titlu | Top                              | Poziția |
| ----- | -------------------------------- | ------- |
| 2004  | Billboard Hot 100                | 1       |
| 2004  | Hot Rap Tracks                   | 1       |
| 2004  | Hot R&B/Hip-Hop Singles & Tracks | 1       |
| 2004  | Hot Ringtones                    | 2       |

## A se vedea și
- List of Hot 100 number-one singles of 2004 (U.S.)
- List of number-one R&B singles of 2004 (U.S.)

## Leăturie externe
- Music video at Video pe YouTube
- Versurile complete ale acestei piese pe MetroLyrics

Format:Fat Joe